# 13208 Fraschetti
13208 Fraschetti là một tiểu hành tinh vành đai chính được phát hiện ngày 5 tháng 4 năm 1997 bởi NASA/Jet Propulsion Laboratory (JPL) Near Earth Asteroid Tracking (NEAT) ở Haleakala, Maui, Hawaii.